# 汉赵
漢趙（304年－329年），又称前趙，是南匈奴人劉淵所建的君主制政权，先後都平阳郡（今山西临汾西北）、長安，為十六国時期建立的第一個政權。
304年，劉淵起兵，称漢王。308年称帝，国号“汉”。310年劉聰即位，311年和316年兩次攻破西晋都城洛陽、長安。318年靳準弒隱帝劉粲，劉曜殺靳準即位，次年改国号為「趙」。329年被後趙所滅，立國凡26年。其统治地区包含并州刺史部、雍州刺史部、秦州刺史部、豫州刺史部、司隶校尉部、冀州刺史部部分地区。
劉淵以其祖先與汉朝宗室劉氏約為兄弟且有所聯姻而自稱漢王，并称继承汉朝，故以“汉”为国号，史稱「前汉」；而因统治地区位于中原北方，故称「北汉」；以多为匈奴人，又称「匈汉」。劉曜以其发迹之地为战国时赵国之地，改国号为赵，为别于石勒的后赵，而史称「前趙」，或合稱之為「漢趙」。

## 歷史

### 劉淵起兵

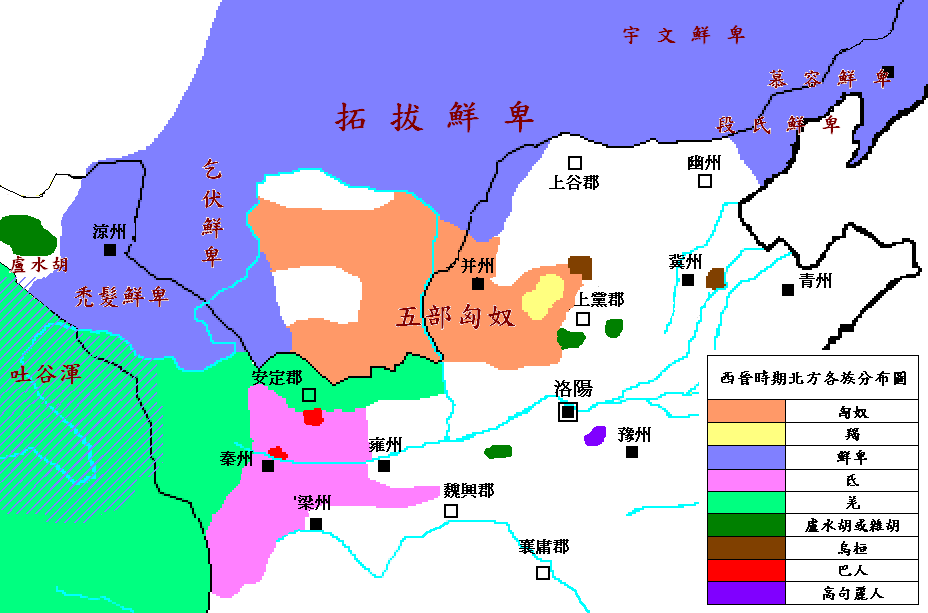
夷狄亂華前北方各族分布圖

劉淵為南匈奴單于的後裔，其父劉豹為匈奴左部帥，在五部中勢力最強。劉豹卒后，代父為左部帥。西晉有意削弱他與部落的關係，後二遷為離石將兵都尉，劉淵則利用此職位的權限，暗中擴展勢力。楊駿輔政時，為了拉攏劉淵，命他為建威將軍、五部大都督，封漢光乡侯，給予統率匈奴五部軍事的大權。到元康末年，成都王司馬穎為了擴大自己的勢力，極力拉攏劉淵，表其為「行寧朔將軍，監五部軍事」，加強劉淵在匈奴五部中的地位，並命劉淵居鄴城，以便控制。
到晉惠帝太安中（302年─303年），因河間王司馬顒、成都王司馬穎、齊王司馬冏、長沙王司馬乂等諸王相互殘殺，益州刺史部流民起義爆發，各地局勢不穩，在并州刺史部的匈奴五部右賢王劉宣等人也醞釀著反晋兴匈奴。劉宣與各部貴族商議共推劉淵為大單于，并派呼延攸告诉在邺城的刘渊，劉淵让呼延攸先回去告诉劉宣等召集各部，聲言聚集五部協助司馬穎，實際是為反晉作準備。
晋惠帝永興元年（304年）三月，司馬穎等攻占洛陽，司馬越挾持晉惠帝攻鄴，司马颖打敗司馬越，並虜獲晉惠帝。八月，司马越势力王浚、司馬騰攻鄴城，刘渊请求带领匈奴五部帮助司马颖抵御，司馬穎同意，并封劉淵為北單于，派遣回并州刺史部的平阳郡調發匈奴五部為援。劉淵返回并州離石，眾人共推劉淵為大單于，并聚集五萬之眾。刘渊得知王浚军队已攻破邺城，司马颖南逃洛阳。刘渊还想遵守先前承诺帮助司马颖，劉宣等劝说刘渊起兵反晋。十月，劉淵從離石遷于左國城，稱漢王，改年號為元熙，置百官，大赦境內，並以復漢為名義，正式建立政權。

### 擴大征戰
漢元熙元年（304年）十二月，晉并州刺史司馬騰遣兵攻漢，雙方大戰于大陵（今山西省文水北），劉淵大勝，並遣劉曜等攻取上黨、太原、西河各郡縣。當時在青、徐二州的王彌，魏郡的汲桑、石勒，上郡四部鮮卑陸逐延，氐族酋長單徵等人均擁立劉淵為共主。劉淵命王彌、石勒等人攻取河北各郡縣，並一度攻入西晉的重鎮許昌，其兵鋒進抵至西晉的首都洛陽城下。308年十月，劉淵正式稱帝，改年號為永鳳。309年，劉淵遣將攻占黎陽（今河南省浚縣東北），擊敗晉將王湛於延津（今河南省延津縣北），沉殺男女三萬人，又派遣四子劉聰進攻包圍洛陽。
310年，劉淵病重，命劉聰輔佐太子劉和。劉淵病死，劉和繼位，不久劉聰殺死劉和自立為帝。

### 西晉終結
劉聰繼位後，派遣族弟劉曜、大將王彌等率領四萬大軍攻取洛陽周邊的郡縣，以孤立斷絕洛陽。311年，石勒在苦縣（今河南鹿邑）消滅西晉主力部隊十多萬人。同年夏季，劉曜、王彌攻破洛陽，虜走晉懷帝，殺害官員百姓三萬餘人，史稱「永嘉之亂」。晉懷帝於次年被殺後，晉愍帝於長安即位。316年，劉聰派遣劉曜攻破長安，俘晉愍帝，西晉滅亡。隨著西晉的滅亡，中原廣大的地區皆成為漢政權的統治範圍。

### 漢國內亂
雖然劉聰在名義上是中原的共主，但隨著领域的擴大、地方的割據迅速形成，漢國統治的地區實際上只有一小部分。
318年，劉聰病死，太子劉粲繼位。匈奴貴族靳準殺死劉粲奪權，在平陽的劉氏男女不分老少全部被殺，靳準自立為漢天王。鎮守長安的劉聰族弟劉曜得知平陽有變，自立為皇帝，派遣軍隊至平陽，族滅靳氏。與此同時，石勒亦以討伐靳準為名，率軍至漢都平陽，于是，平陽、洛陽以東的地區，皆落入石勒勢力之中。漢國於是遷都到長安。

### 改漢為趙
319年，劉曜改國號「漢」為「趙」，史稱「前趙」或「漢趙」，改尚水德。同年，石勒在襄國自稱趙王，從前趙中分離出來，史稱「後趙」，双方決裂。後數年，關中地區連年叛亂及大疫，百姓死者眾多，劉曜撲滅了關中各地氐、羌人的反抗，於是遷徙上郡氐、羌二十萬人及隴西大姓楊、姜等一萬多戶到關中以充實人口。
前趙政權初步鞏固後，即向外擴張，平定隴右一帶的陳安，並向西進擊前涼。雙方在黃河沿岸僵持，張茂稱藩，並獻貢。前趙全盛时，擁兵二十八万五千餘人，據有司隶州、雍州、并州、豫州、秦州各一部，時關隴氐、羌，莫不降附。
324年，前赵军队開始向東挺进，意图夺取石勒所占的河南。325年，劉曜命劉岳率兵一萬五千人圍攻後趙石生於洛陽金墉城，石勒命從子石虎率軍救援，與劉岳在洛水西岸交戰，劉岳兵敗，退守石梁戌，石虎包圍石梁戌。劉曜率軍救援，屯兵于金谷（今河南省洛陽市西北），夜中前赵軍中哗变，士卒潰散，劉曜退歸長安。不久，石虎攻下石梁戌，生擒劉岳等人。
328年，石勒命石虎率大軍四萬從軹關（今河南省濟源市西北十五里）西攻蒲坂（今山西省永濟市蒲州鎮），劉曜親自率領水陸大軍從潼關渡河救援，石虎引兵撤退，劉曜追及並大破，石虎逃奔朝歌。劉曜取得這次大勝之後，從大陽關（今山西省平陸縣茅津渡）南渡，在洛陽金墉城圍攻石生。後趙的滎陽郡太守尹矩、野王郡太守張進等人相繼投降。这次战败震動了後趙。石勒認為洛陽一失守，劉曜必定會進攻河北，於是集結步兵六萬，騎兵二萬七千，從鞏縣渡洛水，進抵洛陽城下。

### 前趙敗亡
劉曜得知石勒親率大軍增援，撤走包圍金墉城的軍隊，在洛陽之西列陣十多萬軍隊，南北距離十多里。石勒率軍進入洛陽。到了決戰當天，由石虎率步兵三萬，從洛陽北方向西移動，攻擊劉曜的中軍；石堪、石聰各率騎兵八千，從洛陽西方向北移動，攻擊劉曜的前鋒。雙方大戰於洛陽西面的宣陽門外，交戰之後，石勒親自帶領主力，從西北大門出城，夾擊前趙軍，前趙軍大潰。劉曜飲酒過量，在昏醉中退走，為石堪所擒，這一仗前趙軍被斬首五萬人，主力部隊損失殆盡。
劉曜戰敗被擒，不久被殺。石勒軍乘勝西進，劉曜子劉熙、劉胤等人放棄長安，逃奔上邽（今甘肅省天水市）。329年九月，後趙出兵攻占上邽，殺趙太子劉熙及諸王公侯、將相卿校以下三千餘人，又在洛陽坑殺其王公及五郡屠各五千多人，並遷徙其百官、關東流民、秦雍大族九千多人到襄國，前趙滅亡。

## 疆域
在劉淵、劉聰時期，其範圍控有冀州、兖州、青州、徐州、豫州、并州、雍州、司隶校尉部、秦州一帶，然而實際控制範圍不大，劉聰時期，只局限在并州的一角（其餘部分在劉琨手中）和由劉曜坐鎮的關中一部分地區。黄河以北地区一帶由石勒所有，王彌的部將曹嶷控有青州、兗州、徐州一帶，慕容鲜卑更是趁机向南统治到幽州的一帶。
劉曜時期，史稱「東不踰太行，南不越嵩、洛，西不踰隴坻，北不出汾、晉」，疆域範圍包括雍州、司隶州的渭水流域以及并州、豫州、秦州之黃河以東一帶。

## 政治
基本上，前趙的政治制度承襲漢魏以來的制度而又雜以舊俗。漢國的官制，自304年劉淵稱漢王建立君主制政權後，即採取漢朝的官制，設丞相、御史大夫、太尉及六卿等中樞之官。軍事之官有大司馬、太尉、大將軍等高級將軍以及雜號將軍。而地方之官則沿習魏晉以來的州郡制，採用漢胡分治的政策來進行統治。大單于的權力極大，僅次於皇帝。到劉聰嘉平四年（314年），達到了較為完善的階段。而劉曜的前趙，繼承漢國之制度，小有改革。劉曜繼承君主制的前赵政權胡、汉分治的政策。以子劉胤為大司馬、大單于，置單于台于渭城（今陝西咸陽），自左、右賢王以下皆用少數族豪酋充當。另方面又大体沿用魏晉九品官人法，設立學校，肯定士族特權，笼络漢人的世家大族、士族，以巩固其統治。
劉淵時，設單于台，最高長官為大單于，統率六夷部落，單于台的設置，是沿匈奴舊制而來。劉聰時，在統治區內設置左、右司隸，各領戶20多萬，每1萬戶設置一名內史，內史共有43人。在大單于下設置單于左、右輔，各主六夷十萬落，萬落叟置一名都尉。

## 經濟社會
前趙的社會經濟主要是農業，其次是畜牧業，其生產方式，沿襲漢魏以來的生產方式。
在前趙社會中，從事農業、手工業、牧業生產的還有奴隸。奴隸的來源主要是戰俘，其次是犯罪的官吏。國內還有大量從事遊牧及畜牧業的「六夷」部落，因歸降及征服的部落日益增多，故設單于台進行管理。
漢在劉聰時（310—318年），杂夷戶口大約有六十三萬戶，人口大約有三四百萬人以上；汉户未详。

## 军队
在劉曜全盛時期，有兵力二十八萬五千人，在他出兵時，史稱「臨河列陣，百餘里中，鍾鼓之聲沸河動地，自古軍旅之盛未有斯比」。

## 重要人物
- 劉淵
- 劉聰
- 劉曜
- 石勒
- 王彌

## 漢趙君主列表
| 廟号              | 諡号               | 姓名 | 統治時間     | 年号                                                                    |
| ----------------- | ------------------ | ---- | ------------ | ----------------------------------------------------------------------- |
| 胡漢 304年－318年 |                    |      |              |                                                                         |
| 高祖              | 光文皇帝           | 劉淵 | 304年－310年 | 元熙 304年－308年 永鳳 308年－309年 河瑞 309年－310年                   |
|                   |                    | 劉和 | 310年        | 河瑞 310年                                                              |
| 烈宗              | 昭武皇帝           | 劉聰 | 310年－318年 | 光興 310年－311年 嘉平 311年－315年 建元 315年－316年 麟嘉 316年－318年 |
|                   | 隱皇帝             | 劉粲 | 318年        | 漢昌 318年                                                              |
|                   |                    | 靳準 | 318年        |                                                                         |
|                   |                    | 劉曜 | 318年－319年 | 光初 318年－319年                                                       |
| 前趙 319年－329年 |                    |      |              |                                                                         |
|                   | 景皇帝(劉曜追諡)   | 劉亮 |              |                                                                         |
|                   | 獻皇帝(劉曜追諡)   | 劉廣 |              |                                                                         |
|                   | 懿皇帝(劉曜追諡)   | 劉防 |              |                                                                         |
|                   | 宣成皇帝(劉曜追諡) | 刘某 |              |                                                                         |
|                   |                    | 劉曜 | 319年－328年 | 光初 319年－328年                                                       |
| 仅为太子          | 仅为太子           | 刘熙 | 328年－329年 |                                                                         |

## 延伸阅读
[在维基数据编辑]
 《晉書·卷103》，出自房玄齡《晉書》

### 書籍
- 《漢趙國史》，周偉洲，廣西師範大學出版社，ISBN 756335994382